# Ruptura de simetría dinámica
En la física de materia condensada y en la física de partículas, la ruptura de simetría dinámica es una forma de ruptura espontánea de simetría la cual no se muestra a nivel de árbol. En algunos casos, solo se muestra cuando consideramos al menos acciones de dos partículas irreducibles y no solo la acción efectiva de una partícula irreducible. El condensado de fermiones es el mejor ejemplo de ruptura de simetría dinámica.
- Datos: Q5319045